# أوزوالد بركان
أوزوالد بركان (من مواليد 19 مارس 1834 - وتٌوفي في 15 فبراير 1917) هو طبيب ألماني.
وُلد أوزوالد في بلانكنبورغ، وكان واحدًا من مؤسسين «معهد نيويوركودور» للأمراض العقلية، الذي كان يعتبر ملاذًا للمعاقين والمرضى. كان بركان أيضا مهتم بإصلاح مدارس التربية المخصصة لذوي الإحتياجات الخاصة.
كان أوزوالد أول شخص يُعرف عسر القراءة، في عام 1881، على الرغم من أن لم يتم إكتشاف مصطلح «عسر القراءة» إلا بعد عدة سنوات (في عام 1887) من قبل رودولف برلين، الذي كان يعمل كطبيب عيون في شتوتغارت.
توفي أوزوالد في مدينة براونشفايغ.

## مؤلفاته
- 1863: مساهمات في تاريخ الطب النفسي.... جنون مدينة برونزويك في القرون السابقة
- 1889: حول اضطرابات اللغة واللغة المكتوبة
- 1899: حول الغموض الفطري والغموض المكتسب في وقت مبكر
- 1902: حول استسقاء الدماغ الخلقي أو المبكّر وعلاقاته بالتطور العقلي
- 1910: معجزة كريستيان هاينريش هاينكن
- 1910: أوتو بوولر، طفل براونشفايغ

## تراثه
في عام 2016، تأسسن مؤسسة أوزوالد، وهي شركة تكنولوجيا سميت على اسم بيركان، لإنتاج منتجات تساعد الأفراد الذين يعانون من الإعاقة.

## روابط خارجية
- "Oswald Berkhan" in Economypoint (includes list of articles)